# Bud Gaddum
Bud Gaddum is een Surinaams toetsenist, pianist, saxofonist, arrangeur en muziekpedagoog. Hij speelde in verschillende bands en arrangeerde een groot aantal liederen voor SuriPop, waaronder enkele keren het winnende lied. Hij is docent en artistiek directeur voor de Nationale Volksmuziekschool.

## Biografie
Hij is een zoon van de saxofonist Yusuf Ibrahim Gaddum. Als telg uit een muzikale familie vond hij al op jonge leeftijd zijn weg in de muziek. Hij volgde lessen in het Cultureel Centrum Suriname en de Effendi Ketwaru 
Volksmuziekschool. Hij speelt piano, synthesizer en saxofoon. Hij trad op in muziekformaties als Las Palmas, The Kasimex Houseband en Question Mark. Daarnaast is hij terugkerend te horen tijdens het Suriname Jazz Festival.
Daarnaast heeft hij zijn eigen studio, waarin hij muziek arrangeert en opneemt. In 1995 arrangeerde hij Wan prisiri Srefidensi, geschreven en gezongen door Siegfried Gerling, dat sindsdien wordt opgevoerd tijdens de Srefidensiviering. In 2005 arrangeerde hij All I wanna see dat door Shahz Ramdas werd gecomponeerd en de titelsong is van de film Aladi van Pim de la Parra. Daarnaast arrangeerde hij een groot aantal liederen voor SuriPop. Een aantal waaraan hij werkte werden als lied tijdens de festivals bekroond.
Gaddum is docent saxofoon en muziektheorie, en artistiek directeur van de Nationale Volksmuziekschool (≤2014-heden). Voor de muziekschool organiseerde hij in 2014, 2016 en 2020 verschillende muziektheaterstukken met regisseur Ivan Tai-Apin. In de documentaire / korte film Kownu oloisi lasi - De koning is zijn horloge kwijt (2019), een ode van Rosita Leeflang aan de kaseko-jazz, is hij te zien als kasekokenner en coacht hij de groep The Promise in aanloop naar een groot optreden.

## SuriPop
Bud Gaddum arrangeerde een groot aantal liederen voor SuriPop. Ibri yuru van Hèlène Bonoo werd in 2004 het winnende nummer. Hieronder volgt een (mogelijk incompleet) overzicht van zijn arrangementen voor het festival:
2004, SuriPop XIII
- Ibri yuru van Hèlène Bonoo.[14] Dit was in 2004 het winnende lied en werd gezongen door Ngina Devis.[15]

2010, SuriPop XVI
- Heri neti van John van Coblijn, opgevoerd door Ruben Muringen, Euridice van Coblijn en MC Laco.[16]
- Wan bigi lobi van Harrold Gessel, gezongen door Naomi Sastra.[17]

2012, SuriPop XVII
- Nadie mas, Spaanstalig lied van Peggy IJzer, gezongen door Audrey Bakrude.[18]
- Powisi van Cornelis Amafo, opgevoerd door Joey van Riessen.[19]

2014, SuriPop XVIII
- Tak nanga mi van Harrold Gessel, gezongen door Danitsia Sahadewsing.[20]
- Law mi (met zijn broer Glenn) voor John van Coblijn, gezongen door Artino Oldenstam.[21]

Jaar onbekend
- No wan trawan (met Erik Refos) voor Erik Refos en Siegfried Gerling, gezongen door Clinton Kaersenhout.[22]